# Circuit of the Americas
Circuit of the Americas – tor wyścigowy położony w pobliżu miasta Austin w Stanach Zjednoczonych w stanie Teksas. Tor został oddany do użytku w 2012. W listopadzie 2012 roku zostało zorganizowane na nim po raz pierwszy od 2007 roku Grand Prix Stanów Zjednoczonych.
Rekord okrążenia został ustanowiony przez Charles’a Leclerca podczas Grand Prix Stanów Zjednoczonych w 2019 roku. Wynosi on 1:36.169.

## ZwycięzcyGrand Prix Stanów Zjednoczonych Formuły 1na torze Circuit of the Americas
| Sezon | Kierowca         | Zespół                           |        |
| ----- | ---------------- | -------------------------------- | ------ |
| 2012  | Lewis Hamilton   | McLaren–Mercedes                 | Wyniki |
| 2013  | Sebastian Vettel | Infiniti Red Bull Racing–Renault | Wyniki |
| 2014  | Lewis Hamilton   | Mercedes                         | Wyniki |
| 2015  | Lewis Hamilton   | Mercedes                         | Wyniki |
| 2016  | Lewis Hamilton   | Mercedes                         | Wyniki |
| 2017  | Lewis Hamilton   | Mercedes                         | Wyniki |
| 2018  | Kimi Räikkönen   | Ferrari                          | Wyniki |
| 2019  | Valtteri Bottas  | Mercedes                         | Wyniki |
| 2021  | Max Verstappen   | Red Bull Racing                  | Wyniki |
| 2022  | Max Verstappen   | Red Bull Racing                  | Wyniki |
| 2023  | Max Verstappen   | Red Bull Racing                  | Wyniki |
| 2024  | Charles Leclerc  | Ferrari                          | Wyniki |

## ZwycięzcyGrand Prix Ameryk MotoGPna torze Circuit of the Americas
| Sezon | Moto3         | Moto2             | MotoGP       |
| ----- | ------------- | ----------------- | ------------ |
| 2013  | Álex Rins     | Nicolás Terol     | Marc Márquez |
| 2014  | Jack Miller   | Maverick Viñales  | Marc Márquez |
| 2015  | Danny Kent    | Sam Lowes         | Marc Márquez |
| 2016  | Romano Fenati | Álex Rins         | Marc Márquez |
| 2017  | Romano Fenati | Franco Morbidelli | Marc Márquez |
| 2018  | Jorge Martín  | Francesco Bagnaia | Marc Márquez |
| 2019  | Áron Canet    | Thomas Luthi      | Álex Rins    |